# John Dowland
John Dowland (Dublino, 2 gennaio 1563 – Londra, 20 febbraio 1626) è stato un compositore, cantante e liutista inglese, forse irlandese di nascita.

## Biografia

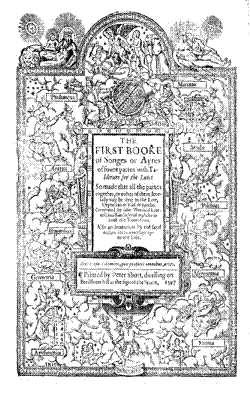
First Booke of Songes or Ayres of Foure Partes with Tableture for the Lute prima pagina

Molto poco si conosce della fanciullezza di Dowland se non che nacque a Londra o a Dublino. È noto che egli andò a Parigi nel 1580 al seguito dell'ambasciatore inglese, di cui era dipendente, presso la corte di Francia. Qui si convertì al cattolicesimo per ripicca contro la regina Elisabetta I d'Inghilterra (protestante), che non gli volle offrire un posto presso la sua corte. Egli prestò poi la sua opera per molti anni alla corte del re Cristiano IV di Danimarca. Ritornò a Londra nel 1606 e nel 1612 ottenne un posto di liutista presso la corte di Giacomo I d'Inghilterra. Qui rimase fino alla sua morte, avvenuta a Londra.
Molte delle composizioni di Dowland sono scritte per il suo strumento, il liuto. Esse comprendono numerosi libri di opere per liuto solo e canzoni per liuto e voce. La sua opera più famosa è la canzone per liuto e voce Flow My Tears.
Più tardi scrisse quello che è il suo lavoro strumentale più famoso Lachrimae or Seaven Teares Figured in Seaven Passionate Pavans un gruppo di sette pezzi per 5 viole e un liuto, basato sulla canzone Flow My Tears. La sua pavana Lachrymae antiquae fu anche una delle più famose canzoni del XVII secolo. Fu noto ed apprezzato autore di numerosi madrigali.

## Opere
- The First Booke of Songes or Ayres of Foure Partes with Tableture for the Lute (1597)
- Second Booke of Songs or Ayres (1600)
- Third and Last Booke of Songs or Aires (1603)
- Lachrimae or Seaven Teares Figured in Seaven Passionate Pavans (1604)
- Micrologus (1609)
- A Pilgrimes Solace (1612)

## Discografia
Edizione integrale di tutte le opere:
- 2007 - The Collected Works, The Consort of Musicke, dir. Anthony Rooley (Decca "L'oiseaux Lyre", box-set in 12 CD)

Integrali per liuto:
- 1995 - The complete solo Lute Music, Jakob Lindberg (BIS e Brilliant, 3 CD)
- 2000 - Complete Lute Works, Paul O'Dette (Harmonia Mundi, 4 CD)
- 2009 - Lute Music, Nigel North (Naxos, 4 CD)

Musica per consort:
- 1988 - Lachrimæ or Seven Teares, 1604, Hespèrion XX, dir. Jordi Savall (Astrée)
- 1990 - Lachrimæ, 1604, Fretwork (Virgin)
- 1994 - Lachrimae, or Seaven Teares, The Dowland Consort, dir. Jakob Lindberg (BIS)

Altre interpretazioni:
- 1991 - John Dowland - Robert Jones, Anthony Rooley, liuto; Emma Kirkby, soprano (Virgin)
- 2004 - John Dowland - A Dream, Hopkinson Smith, liuto (Naive)
- 2006 - Songs from the Labyrinth, Sting, voce; Edin Karamazov, liuto  (Deutsche Grammophon)
- 2009-come again

## Interpretazioni moderne
Nel 1973, nell'album "Tabernakel", il chitarrista olandese Jan Akkerman ha incluso tre brani di Dowland (Britannia, The Earl of Derby - His Galliard, A Galliard), riarrangiati in chiave moderna.
Nel 2006 Sting gli ha dedicato un cd dal titolo Songs from the Labyrinth.
Nel 2012, il chitarrista italiano Marco Poeta e la cantante Alessandra Losacco con la collaborazione del New Vocal Ensemble hanno realizzato l'album Reminiscence of John Dowland per la Continuo Records.